# Hartha
Hartha é um município da Alemanha, situado no distrito de  Mittelsachsen, no estado da Saxônia. Tem 54,29 km² de área, e sua população em 2019 foi estimada em 6.949 habitantes.